# 하성기
하성기(河成基, 1964년 10월 25일, 경상남도 하동군 ~ )은 대한민국의 제7·8대 부산광역시 동래구의원이다.

## 학력
- 금강국민학교 4회 졸업
- 중학교 졸업학력 검정고시 (합격)
- 고등학교 졸업학력 검정고시 (합격)
- 동의대학교 법정대학 행정학과 2년 제적
- 사이버 한국외국어대학교 지방행정.의회학과 전공 (행정학사)

## 경력
- 부산 노점상연합회 회장
- 부마항쟁 기념사업회 발기인
- 전국빈민연합 부산 추진위원회 추진위원장
- 아시아 주거쟁취위원회 한국 대표
- 부산 민주민족운동연합 자문단
- 부산연합 공명선거 공동의장
- 부산 동래구 구민 감사관
- "아름다운 동래만들기" 초대 회장
- (사)대한청소년문화진흥원 이사
- 부산인권센터 자문위원
- YMCA 회원
- 생명나눔운동본부 회원
- 동래 복산동 새마을문고 회원
- 열린우리당 최고위원 김두관 정치특보
- 열린우리당 부산시당 APEC특위 조직국장
- 2005 ~ 2007 열린우리당 부산시당 재래시장 특별위원회 위원장
- 열린우리당 건설기술발전 특별위원회 자문위원
- 2007.05 ~ 부산 통일교육위원
- 온천천 네트워크 운영위원
- 민주평화통일자문회의 동래구 협의회 자문위원
- 2010 부산 동래인터넷뉴스 발행인 겸 기자
- 지방시대 편집위원
- 혜성모드 의류업 대표
- 2012 제18대 대통령 선거 문재인 후보 중소상공인 지원특별위원장
- 노무현재단 부산지역위원회 지방자치연구위원회 연구위원
- 2014.07 ~ 2018.06 제7대 부산광역시 동래구의회 의원
- 2014.07 ~ 2014.07 제7대 부산광역시 동래구의회 윤리특별위원회 위원
- 2014.07 ~ 2016.07 제7대 부산광역시 동래구의회 전반기 의회운영위원회 위원
- 2014.07 ~ 2016.07 제7대 부산광역시 동래구의회 전반기 사회도시위원회 위원
- 2014.07 ~ 2016.07 제7대 부산광역시 동래구의회 전반기 예산결산특별위원회 위원
- 2016.07 ~ 2018.06 제7대 부산광역시 동래구의회 후반기 부의장
- 2016.07 ~ 2018.06 제7대 부산광역시 동래구의회 후반기 의회운영위원회 위원
- 2016.07 ~ 2018.06 제7대 부산광역시 동래구의회 후반기 사회도시위원회 위원
- 2016.07 ~ 2018.06 제7대 부산광역시 동래구의회 후반기 예산결산특별위원회 위원
- 2017.02 ~ 노무현재단 동래구 자문위원
- 2017.02 ~ 더불어민주당 중앙당 동북아평화협력 특별위원회 부위원장
- 2017.05 제19대 대통령 선거 문재인 후보 특보
- 2018.07 ~ 2022.06 제8대 부산광역시 동래구의회 의원
- 2018.07 ~ 2020.07 제8대 부산광역시 동래구의회 전반기 의장
- 2020.07 ~ 2022.06 제8대 부산광역시 동래구의회 후반기 기획총무위원회 위원
- 2020.07 ~ 2022.06 제8대 부산광역시 동래구의회 후반기 예산결산특별위원회 위원

## 수상
- 2000.01 대한민국 민주화운동 관련자 인증
- 동래구 구민감사관 우수상 수상
- 제19대 대통령 선거 문재인 후보 승리기여 더불어민주당 1급 포상
- 2017 대한민국 지방의회 의정대상
- 2017 부산장애인포럼 장애인 정책부문 우수의원
- 2019 한국을 빛낸 사람들 대상 지방의회발전 공로대상자

## 역대 선거 결과
|  | 23.71% |

|  | 20.84% |

|  | 15.80% |